# Governo Provisório da República Francesa
O Governo Provisório da República da França (Gouvernement provisoire de la République française ou GPRF) foi o governo provisório da França Livre entre 3 de junho de 1944 e 27 de outubro de 1946, após a libertação da França continental após as Operações Overlord e Dragoon, e durando até o estabelecimento da Quarta República Francesa. Seu estabelecimento marcou a restauração oficial e o restabelecimento de uma República Francesa provisória, garantindo a continuidade com a extinta Terceira República Francesa.
Sucedeu ao Comitê Francês de Libertação Nacional (CFLN), que havia sido o governo provisório da França nos territórios ultramarinos e partes metropolitanas do país (Argélia e Córsega) que haviam sido libertados pelos franceses livres. Como o governo de guerra da França em 1944-1945, seus principais objetivos eram lidar com as consequências da ocupação da França e continuar a guerra contra a Alemanha como um dos principais aliados.
Sua principal missão (além da guerra) era preparar o terreno para uma nova ordem constitucional que resultou na Quarta República. Também fez várias reformas e decisões políticas importantes, como conceder às mulheres o direito de voto, fundar a École nationale d'administration e estabelecer as bases da seguridade social na França.

## Líderes Provisórios
- Charles de Gaulle, 1944-1946
- Félix Gouin (SFIO), 1946
- Georges Bidault (MRP), 1946
- Vincent Auriol (SFIO), 1946 (18 dias)
- Léon Blum (SFIO), 1946-1947